# Benny Apell
Leif Benny Apell, född 1 november 1945, är en svensk före detta fotbollsspelare som spelade för Gais åren 1965–1969, IF Saab 1970–1972 och sedan åter för Gais 1973–1974.
Apell började spela fotboll i BK Qviding, men gick som junior till Gais och räknas av klubben som en egen produkt. Han spelade sammanlagt 134 seriematcher och gjorde sex mål för klubben. Därefter varvade han ner i BK Häcken, där han spelade till 1979 innan han slutade. Hösten 1980 gjorde han emellertid comeback, den här gången för Hanhals BK, där han spelade säsongen ut.
Apell spelade 3 U19-landskamper för Sverige. Han är systerson till Bengt Apell, som också spelat för Gais, och far till tennisspelaren Jan Apell.